# موتور بمب ناصر 3 (أرزوئية)
موتور بمب ناصر 3 (بالإنجليزية: Mowtowr Pamp-e Naser 4)‏ هي منطقة سكنية تقع في إيران في Arzuiyeh Rural District. يقدر عدد سكانها بـ 92 نسمة .